# Episauris lunaria
Episauris lunaria är en fjärilsart som beskrevs av Rudolf Pinker 1963. Episauris lunaria ingår i släktet Episauris och familjen mätare. Inga underarter finns listade i Catalogue of Life.